# Fjodor Sacharowitsch Sacharow

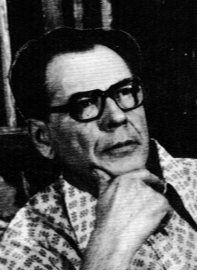
Fjodor Sacharow (1986)

Fjodor Sacharowitsch Sacharow (russisch Фёдор Захарович Захаров, ukrainisch Федир Захарович Захаров Fedyr Sacharowytsch Sacharow; * 5. September 1919 in Alexandrowskoje, Gouvernement Smolensk, Sowjetrussland; † 29. September 1997 in Jalta, Krim, Ukraine) war ein sowjetisch-ukrainischer Maler. Sacharow gilt als einer der bedeutendsten Vertreter der sowjetischen und ukrainischen klassischen Landschaftsmalerei sowie der Realisten. Er war seit 1978 Träger des Titels Nationalkünstler der Ukraine und seit 1987 Preisträger des Taras-Schewtschenko-Preises, der höchsten Auszeichnung auf dem Gebiet der Literatur und Kunst der Ukraine.

## Leben
Sacharow wurde am 5. September 1919 in Alexandrowskoje, einem kleinen Dorf in der heutigen Oblast Smolensk in Russland geboren. Er stammte aus einer Bauernfamilie. Im Jahr 1935 erhielt er ein Stipendium an der Moskauer Kalinin-Kunstakademie. Das Studium schloss er im Jahr 1941 mit Auszeichnung ab. Auf Grund gesundheitlicher Probleme wurde Sacharow nicht zum Militärdienst eingezogen. Im Jahr 1943 setzte Sacharow seine künstlerische Ausbildung an der Surikow-Akademie für Bildende Kunst in Moskau fort. Sacharow wurde als Eliteschüler von Aristarch W. Lentulow, einem der bekanntesten Vertreter der russischen Avantgarde in den zwanziger Jahren, ausgebildet.
1950 begann Sacharow seinen selbstständigen Weg als Künstler in der Ära der totalitären sowjetischen Kunst, die voll und ganz den Interessen der Kommunistischen Partei untergeordnet war. Sacharow hatte jedoch nie die so genannten thematischen Auftragswerke geschaffen, die das „glückliche Leben der Sowjetmenschen“ preisen. Der junge Maler ging nicht den systemangepassten Weg, der ihm rasche Anerkennung und die materiellen Vorteile gesichert hätte. Die Kunst von Sacharow wurde inspiriert von den großen Leistungen der russischen und ukrainischen klassischen Landschaftsmalerei Ende des 19. und Anfang des 20. Jahrhunderts, die durch Poetisierung der Natur gekennzeichnet war.
Die Landschaftsbilder und Stillleben Sacharows fanden großen Anklang bei den Betrachtern. Seine Bilder wurden in zahlreichen Galerien und nationalen Museen in Kiew, Moskau und Sankt Petersburg ausgestellt. Im Jahr 1978 wurde er mit dem Titel Nationalkünstler der Ukraine und im Jahr 1987 mit dem Taras-Schewtschenko-Preis, der höchsten Auszeichnung auf dem Gebiet der Literatur und Kunst der Ukraine, ausgezeichnet. Die Bilder Sacharows werden von Sammlern in Russland, der Ukraine aber auch in den Salons Westeuropas geschätzt.
Zwei Landschaften zogen das Herz des Malers besonders an: Die Krim, wo er in Jalta lebte, und das kleine ukrainische Sedniw bei Tschernihiw, wohin er häufig zum Malen reiste. In das Landgut von Gutsbesitzer Andrij Lysohub in Sedniw kam in den vierziger Jahren des 19. Jahrhunderts häufig Taras Schewtschenko, der große ukrainische Dichter und Maler.
Am 29. September 1997 starb Fjodor Sacharow nach langer Krankheit in Jalta und wurde dort beigesetzt.

## Werk
Prof. Olga Zhbankowa, Leiterin der Abteilung Moderne ukrainische Kunst im Nationalen Kunstmuseum der Ukraine, beschreibt das Werk Sacharows: 

„Die Kunst von Sacharow wurde inspiriert von den großen Leistungen der russischen und ukrainischen klassischen Landschaftsmalerei Ende des neunzehnten und Anfang des zwanzigsten Jahrhunderts, die durch erhabene Poetisierung der Natur gekennzeichnet war.  Seine Bilder basieren auf der harmonischen Verknüpfung des impressionistischen Empfindens und der Darstellungsmalerei. Die Ungezwungenheit und Natürlichkeit der Komposition verbindet sich in Sacharows Werken organisch mit der Ausdruckskraft der verallgemeinerten Formen und der Starke der Lichtharmonie. 
Der Maler bildet mit seinem breiten, pastösen Pinselstrich sicher die Form des Gegenstandes ab, gibt die Eigenart seiner Fraktur wieder. Und das wechselseitige Zusammenspiel von Luft und Licht.“

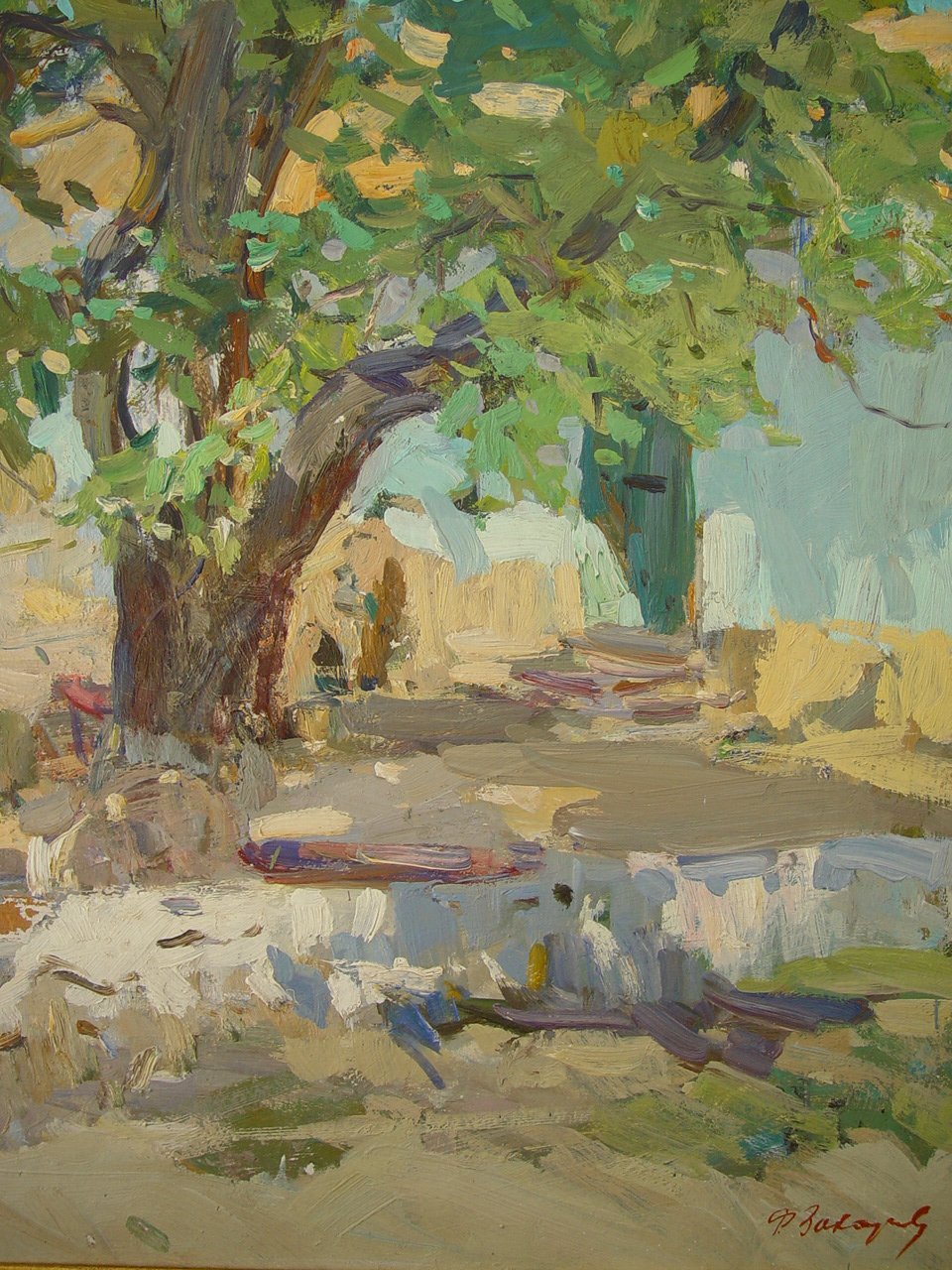
Stiller Mittag bei Alupka, 1958, Öl auf Karton
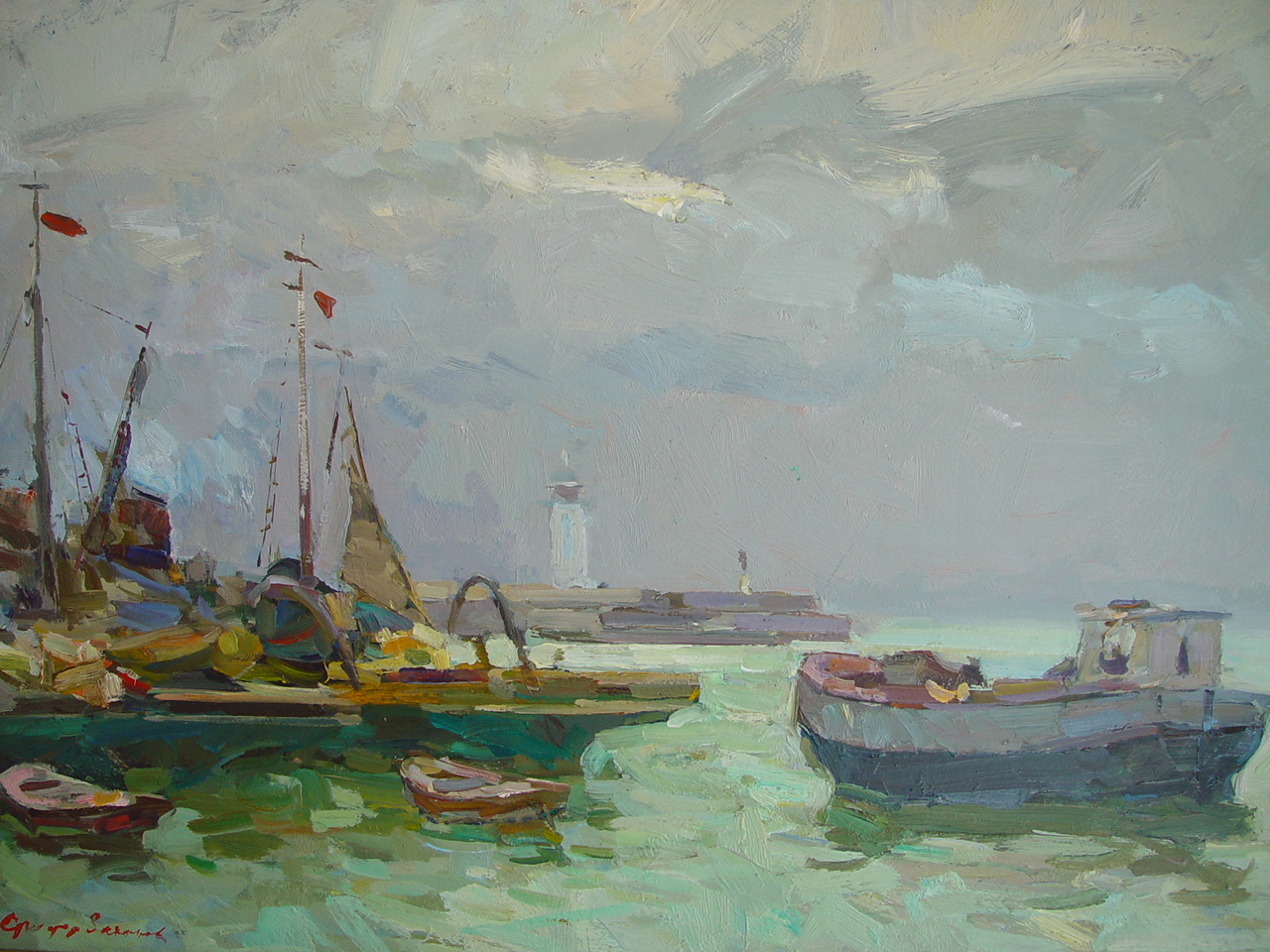
Im Hafen von Jalta, 1959, Öl auf Karton
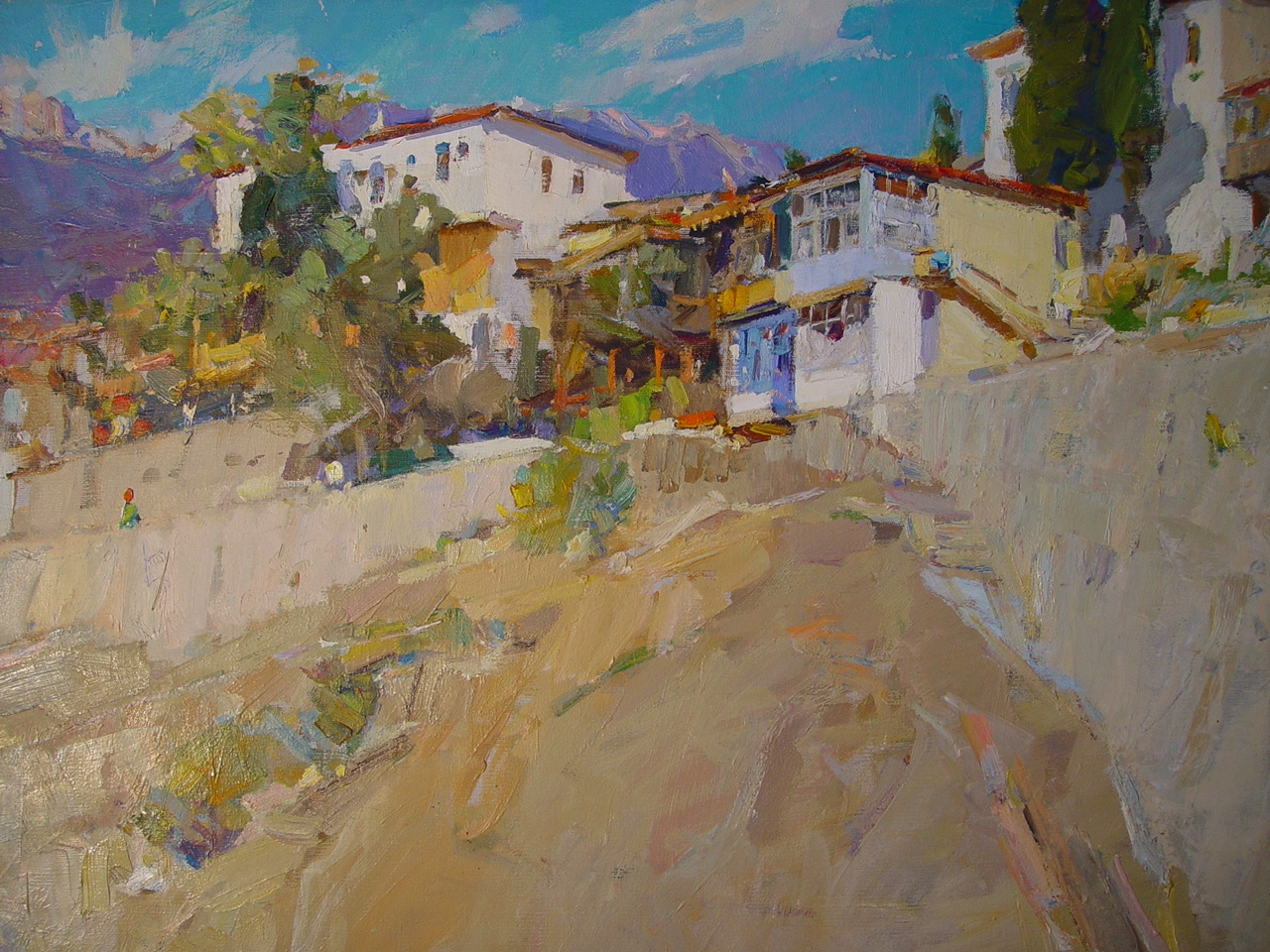
Sonnentag in Gursuf, 1959, Öl auf Leinwand
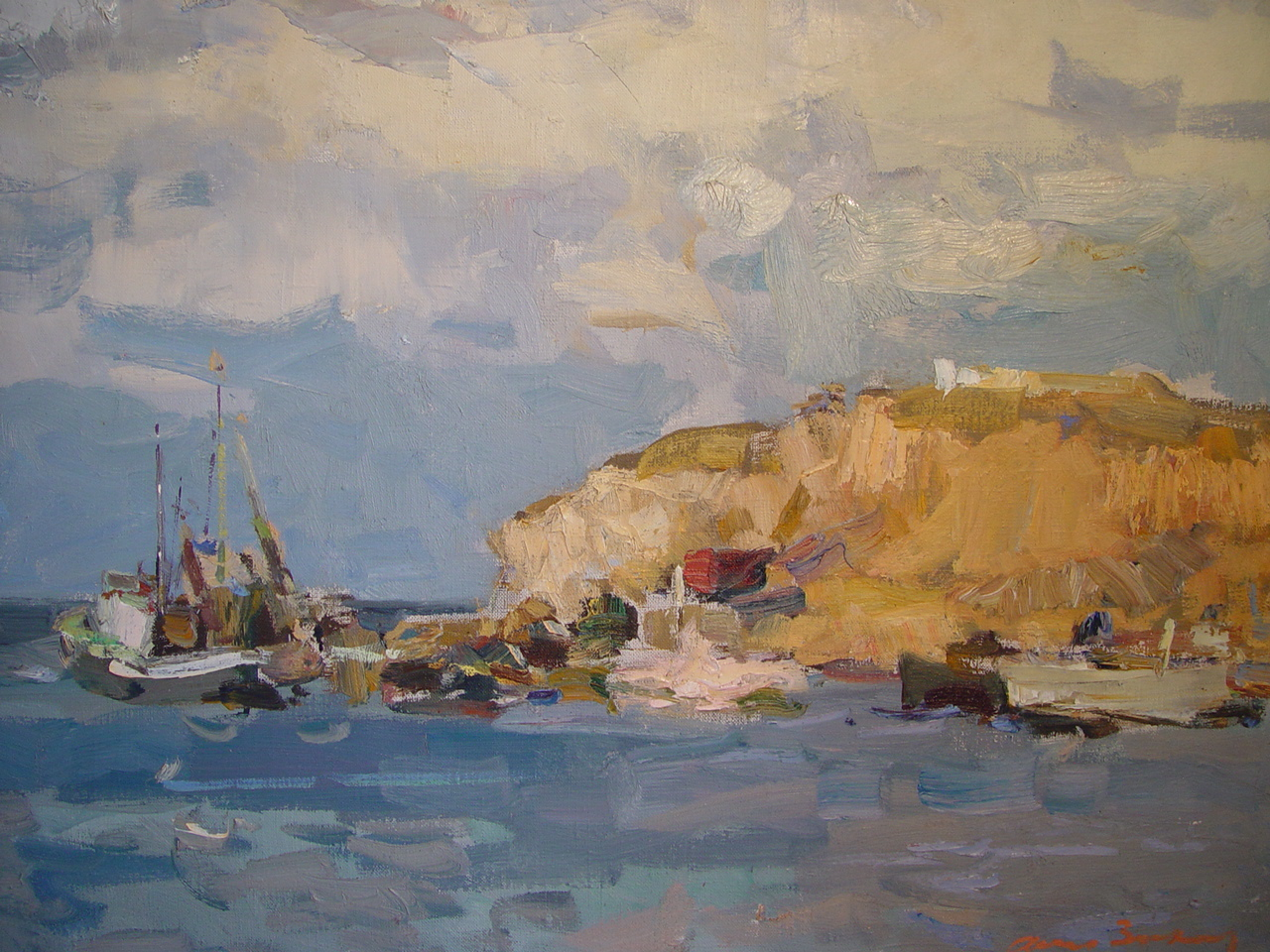
Stürmischer Wind bei Livadia, 1964, Öl auf Leinwand
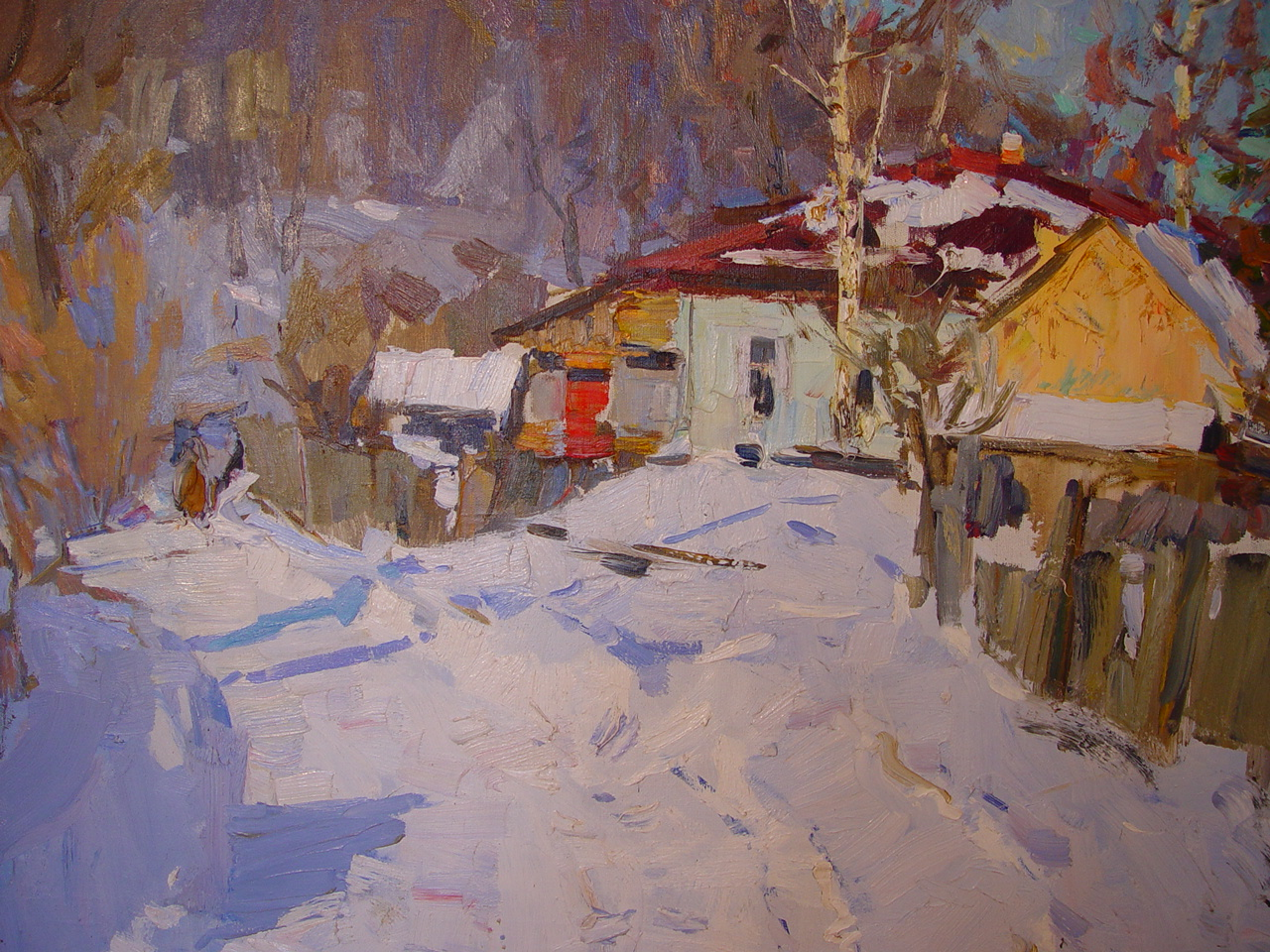
Sonnentag bei Sednew, 1968, Öl auf Leinwand
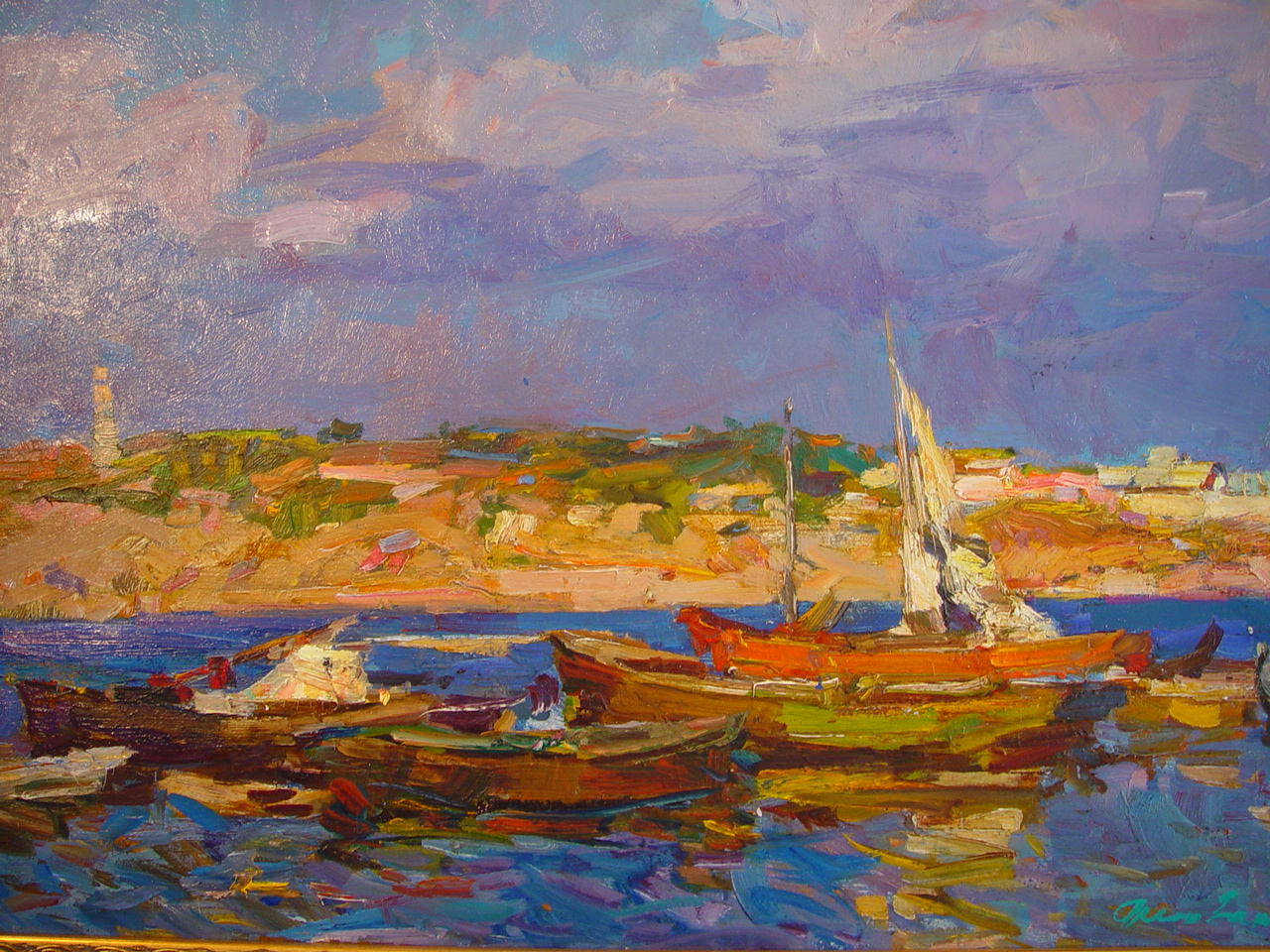
Gewitterabend bei Kasantippe, 1975, Öl auf Karton
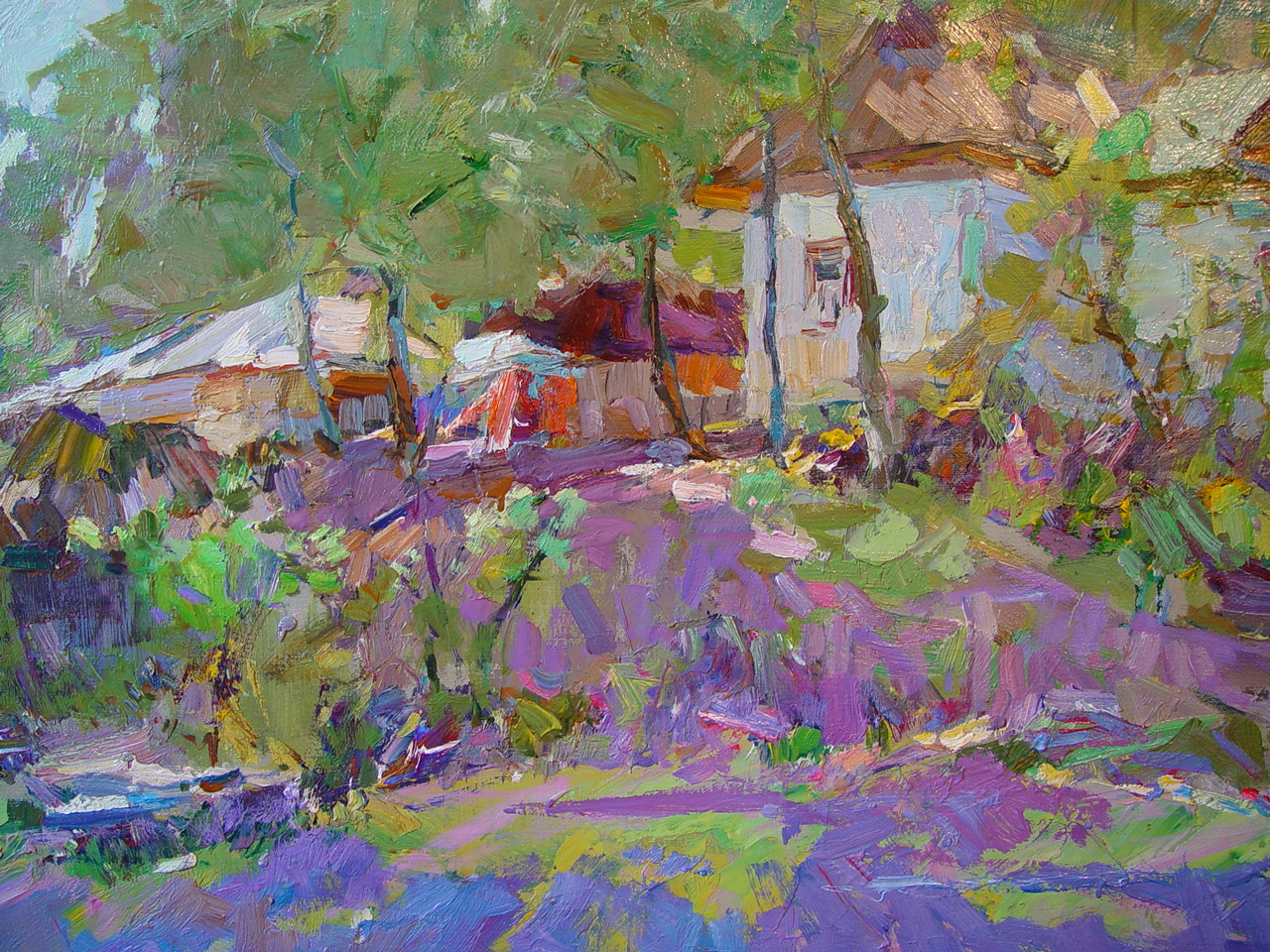
Erstes Frühlingsgrün bei Alexanderskoje, 1980, Öl auf Leinwand
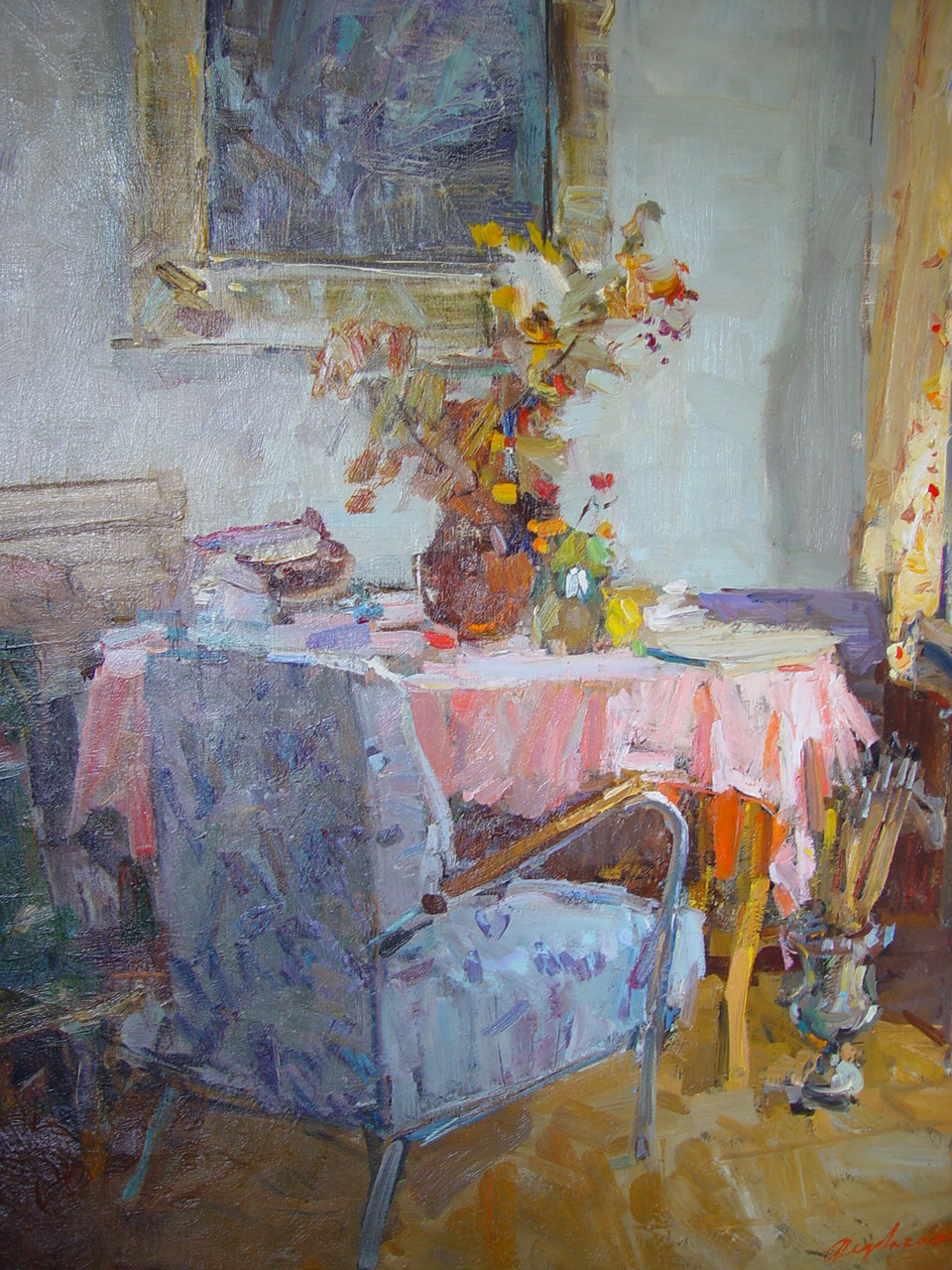
In der Werkstatt des Meisters, 1960, Öl auf Leinwand